# Pseudopomyza neozelandica
Pseudopomyza neozelandica är en tvåvingeart som först beskrevs av Malloch 1933.  Pseudopomyza neozelandica ingår i släktet Pseudopomyza och familjen Cypselosomatidae. Inga underarter finns listade i Catalogue of Life.